# پاتروها
پاتروها (به مجاری:  Pátroha) یک منطقهٔ مسکونی در مجارستان است که در سابولچ-ساتمار-برگ واقع شده‌است. پاتروها ۳۹٫۲۲ کیلومتر مربع مساحت و ۲٬۹۲۷ نفر جمعیت دارد.